# Zasłonak wiązówkowy
Zasłonak wiązówkowy (Cortinarius pulchripes Jules Favre) – gatunek grzybów należący do rodziny zasłonakowatych (Cortinariaceae).

## Systematyka i nazewnictwo
Pozycja w klasyfikacji według Index Fungorum: Cortinarius, Cortinariaceae, Agaricales, Agaricomycetidae, Agaricomycetes, Agaricomycotina, Basidiomycota, Fungi.
Po raz pierwszy opisał go w 1948 r. Jules Favre w Szwajcarii. Polską nazwę nadał Andrzej Nespiak w 1981 r.

## Morfologia
Kapelusz
Średnica 0,7–3,5 cm, powierzchnia ciemnobrązowa lub czerwonobrązowa często z czarnym środkiem
Blaszki
Żółtobrązowe, czerwonobrązowe lub średniobrązowe.
Trzon
Wysokość 2,5–6,7 cm, grubość 1–5,5 mm. Powierzchnia z jasnoszarą lub białawą osłoną, czasami z fioletowym odcieniem na całej długości, lub u podstawy. Czasami trzon może być kłaczkowaty, posiadać strefę pierścieniową lub pierścień z czerwonawym obrzeżem, podobnie podstawa może być czerwona.
Cechy mikroskopowe
Średnia wielkość zarodników 8,2–9,0 × 4,8–5,2 μm przy średniej wartości Q = 1,59–1,87. Zarodniki są bardzo podobne do zarodników zasłonaka ciemnogłówkowego (C. decipiens), ale są bardziej cylindryczne lub jajowate, czasami nawet migdałowate i tylko słabo dekstrynoidalne.

## Występowanie i siedlisko
Najwięcej stanowisk podano w Europie, poza nią pojedyncze w Ameryce Północnej i Azji. W Polsce jego stanowiska podali Andrzej Nespiak (1981), Anna Bujakiewicz (19079, 2004, 2019), Grzesiak i inni.
Naziemny grzyb mykoryzowy występujący w nadrzecznych lasach pod olszami, wierzbami i brzozami, wśród mchów i skupisk wiązówki błotnej, ale także w wysokich partiach gór w zaroślach wierzb karłowatych (wierzba zielna, wierzba żyłkowana).